# DRAFT
株式会社ドラフト（DRAFT）は、日本の建築家・デザイナーの山下泰樹によって2008年に設立されたデザイン会社。

## 概要
DRAFTは、山下が率いるデザインクリエイティブエージェンシーグループであり、「ALL HAPPY BY DESIGN」を経営理念として、インテリア、建築、プロダクト、ブランディングなどあらゆる領域で活動する。
2020年3月、デザイン会社として初めて東京証券取引所マザーズ市場（現：グロース市場）に上場。東京本社、大阪支社のほか、国外ではフィリピン・セブ、セルビア・ベオグラードに子会社を構えている。所属スタッフのうち、約7割がデザイン部門で活躍している。
2008年の設立当時、日本ではまだ注目されていなかったオフィス環境にデザインを取り入れる。オフィスのあり方を変え、働き方の多様性を提案するデザイン会社として大きな話題を呼ぶ。国内におけるオフィスデザインの先駆けとして活動を開始し、数々の空間デザインを手がけ、そのユニークな表現手法に話題が集まった。商空間のインテリア、都市設計、複合施設などの設計を手掛けるなど、ジャンルにとらわれずにデザインの可能性を広げている。
2021年7月には横浜F・マリノスとトップパートナー契約を締結している。また、横浜FCとも2024年までオフィシャルパートナー契約を結んでいた（2019-2022シーズンはトップパートナー契約）。

### 山下泰樹建築デザイン研究所
DRAFTの社内組織として2022年5月に発足した山下泰樹建築デザイン研究所（英: Taiju Yamashita Design and Architecture）は、建築・都市設計などの先端的なプロジェクトのデザインを担う研究・推進機関。2021年11月、研究所発足後の第一弾の取り組みであり、DRAFTが代表企業としてプロジェクト推進および事業を担う横浜市みなとみらい地区の大型公園・臨港パークにおける「臨港パークプロジェクト」の設計デザインプロジェクトが始動し、同プロジェクトによる3階建ての複合施設「横浜ティンバーワーフ」が2025年10月に開業予定である。

## 沿革
- 2008年4月 - 東京都新宿区市谷左内町にDRAFTを設立
- 2009年6月 - 東京都新宿区市谷へ本社を移転
- 2010年11月 - 東京都渋谷区神山町へ本社を移転
- 2012年4月 - 大阪府大阪市北区中之島に大阪支社を設置
- 2013年
  - 1月 - 東京都新宿区四谷へ本社を移転
  - 11月 - 3D制作拠点のD-RAWRITE INC.を子会社としてフィリピンに設立
- 2016年10月 - 東京都渋谷区神宮前へ本社を移転
- 2017年
  - 5月 - 大阪府大阪市中央区南船場へ大阪支社を移転
  - 10月 - プロダクトブランド「201°（NIHYAKU-ICHI-DO）」をリリース
- 2020年3月 - 東京証券取引所マザーズ市場へ上場*
- 2021年
  - 4月 - 株式会社サティスワンを吸収合併
  - 7月 - 横浜F・マリノスとトップパートナー契約締結
- 2022年
  - 2月 - 3D制作拠点のD-RAWRITE d.o.o. Beogradを子会社としてセルビアに設立
  - 4月 - 東京証券取引所マザーズ市場からグロース市場に移行
  - 5月 - 山下泰樹建築デザイン研究所を社内組織として設置
  - 8月 - ブランド「DAFT about DRAFT」をリリース
  - 12月 - 東京都港区南青山へ本社を移転
- 2023年4月 - 「DAFT about DRAFT」がミラノサローネ国際家具見本市に初参加
- 2025年10月 - 山下泰樹建築デザイン研究所の第一弾プロジェクトとして、横浜みなとみらい地区・臨港パークの複合施設「横浜ティンバーワーフ」が開業予定[8]

## 主なプロジェクト

### インテリア
- ウォンテッドリー株式会社 オフィス（東京・港区） - 2015年
- Zoff MART（東京・世田谷区） - 2015年
- JAXA 国立研究開発法人宇宙航空研究開発機構・筑波宇宙センター「きぼう」運用管制室（茨城・つくば市） - 2016年
- ディップ株式会社 オフィス（東京・港区） - 2017年
- 株式会社アダストリア オフィス（東京・渋谷区）- 2017年
- 株式会社ジーニー オフィス（東京・新宿区） - 2018年
- Reqree Dojima（大阪・北区） - 2018年
- 株式会社beBit UX Square Tokyo（東京・千代田区） - 2019年
- NAGOYA INNOVATOR'S GARAGE（名古屋・中区） - 2019年
- 株式会社トリドールホールディングス オフィス（東京・渋谷区） - 2019年
- 株式会社サイバーエージェント Abema Towers（アベマタワーズ）オフィス、渋谷スクランブルスクエア オフィス（東京・渋谷区） - 2019年
- 株式会社GA technologies オフィス（東京・港区） - 2019年
- H¹O 日本橋室町（東京・中央区） - 2019年
- ネストホテル広島駅前（広島・南区） - 2020年
- レバレジーズ株式会社 オフィス（東京・渋谷区） - 2020年
- 柏の葉スマートシティ KOIL TERRACE（千葉・柏市） - 2020年
- PayPayカード株式会社 オフィス（福岡・博多区） - 2021年
- SUNNY SIDE UP GROUP オフィス（東京・渋谷区）- 2021年
- NTTレゾナント オフィス（東京・千代田区） - 2021年
- OCA TOKYO（東京・千代田区） - 2021年
- 兼松株式会社 オフィス（東京・千代田区） - 2022年
- 町家レジデンスイン 金沢竪町 かなた・ほとり（石川・金沢） - 2022年
- フロンティアグラン西新宿（東京・新宿区） - 2023年
- 太陽ホールディングス 太陽インキ製造株式会社 技術開発センター InnoValley オフィス（埼玉・比企郡嵐山町） - 2024年
- ouno 御堂筋（大阪・中央区） - 2024年
- 横浜ティンバーワーフ（横浜・西区） - カフェ・レストラン等複合施設、2025年10月開業予定[8] / 山下泰樹建築デザイン研究所（建築）、DRAFT（代表企業・インテリアデザイン）

### 建築・環境
- 大阪国際ビルディング リニューアル（大阪・中央区） - 2016年
- ＋SHIFT NOGIZAKA（東京・港区） - 2021年
- ミカン下北（東京・世田谷区） - 2022年
- 日比谷セントラルビル（東京・港区） - 2024年

### プロダクト
- DAFT about DRAFT
- 201˚（NIHYAKU-ICHI-DO）

## 主な受賞歴
- 2016年
  - Liveable Office Award / Small & Medium Business Category 最優秀賞[9]（香港） - Wantedly オフィス
  - INSIDE World Festival of Interiors / Retail Category Finalist （ドイツ） - Zoff MART
- 2016-2017年 - A’ Design Award and Competition / Silver and Bronze Award  (イタリア） - Wantedly オフィス、DRAFT四谷オフィス
- 2017年 - Spark Awards / Bronze Award[10]  (アメリカ） - ディップ株式会社オフィス
- 2018年
  - インテリアプランニングアワード / 入選[11]（日本） - ディップ株式会社オフィス
  - A' Design Award / Silver（イタリア） - ディップ株式会社オフィス、シンクライヴ・ジャパン
  - Best of Year Awards / Contract Desk Category  大賞[12]（アメリカ） - 201°「COOM」
- 2020年 - Sky Design Awards / ショートリスト（香港 / 日本） - NAGOYA INNOVATOR’S GARAGE、株式会社トリドールホールディングス、UX Square Tokyo
- 2021-2022年 - International Property Awards / Asia Pacific Awards Office Interior Japan 受賞（イギリス）
- 2022年 - 日経ニューオフィス賞 / 地域ブロックニューオフィス推進賞（九州・沖縄）[13] - ジャパネットグループ 天神オフィス
- 2023年
  - グッドデザイン賞 - 太陽ファルマテック T-LINKS
  - 日経ニューオフィス賞 / ニューオフィス推進賞 経済産業大臣賞[14]（日本） - 兼松株式会社
  - Society of British Interior Design International Design Awards / Office Category Asia Winner[15]（イギリス） - 兼松株式会社
- 2024年
  - 日経ニューオフィス賞 / 中部ニューオフィス奨励賞 - Daido cadeau building
  - 日本空間デザイン賞 / 入選 - 太陽インキ製造株式会社 技術開発センター InnoValley
- 2025年 - A&D Awards / Interior Design Best Workplace Category Gold[16]（香港） - 太陽インキ製造株式会社 技術開発センター InnoValley

## 書籍・番組

### 書籍
- 『話題のショップをつくる注目の空間デザイナー・建築家100人の仕事』（2018年11月12日、PIE International）[17]
- 『グラフィック×リノベーションでつくるこだわりのオフィスデザイン 』（2018年11月21日、PIE International）[18]

### 雑誌
- 『WORK STYLE BOOK』 vol.2（NEKO PUBLISHING）
- 『商店建築』（商店建築社）
- 『CONFORT』（株式会社建築資料研究社）
- 『近代建築』[19]（株式会社 近代建築社）